# Ján Plachetka
Ján Plachetka (* 18. února 1945, Trenčín) je slovenský mezinárodní šachový velmistr, mistr Slovenska z let 1975 a 1993.
Plachetka se úspěšně zúčastnil celé řady šachových turnajů. Dělil se například o první místo v Polanica-Zdróji 1975, zvítězil v Sofii a v Trnavě 1979, dělil se o první místo v Štrasburku 1985. Titul mezinárodního mistra obdržel roku 1973 a mezinárodním velmistrem se stal jako první Slovák roku 1978.
Z mistrovství Československa má Plachetka jednu stříbrnou (1992) a dvě bronzové medaile (1973 a 1978).
Na šachových olympiádách reprezentoval Plachetka pětkrát Československo (roku 1974 a v letech 1982–1986) a dvakrát Slovensko (1994 a 2002). Společně s Vlastimilem Hortem, Janem Ambrožem, Vlastimilem Jansou, Janem Smejkalem a Ľubomírem Ftáčnikem byl členem družstva, které na šachové olympiádě roku 1982 v Lucernu skončilo na druhém místě.
Plachetka je rovněž úspěšným šachovým trenérem. Jeho nejznámější svěřenkyní byla Regina Pokorná. Často působí jako kapitán nebo trenér reprezentačních družstev žen nebo juniorů. Je spoluautorem publikace o šachových olympiádách.

## Publikace
- Ľ. Ftáčnik, J. Kozma, J. Plachetka: Šachové Olympiády, Šport, Bratislava 1984